# Persoonia elliptica
Persoonia elliptica (лат.) — кустарник или небольшое дерево, вид рода Персоония (Persoonia) семейства Протейные (Proteaceae), эндемик Западной Австралии. Прямостоячий кустарник или небольшое деревце с яйцевидными или копьевидными листьями и группами цилиндрических жёлтых цветов. Растёт в лесу с преобладанием эвкалипта Eucalyptus marginata или Corymbia calophylla в пределах 50 км от побережья.

## Ботаническое описание
Persoonia elliptica — прямостоячий кустарник или небольшое дерево, обычно с одним стволом, вырастающим до высоты 5-8 м. Кора на стволе серая, пробковидная. Листья расположены поочередно яйцевидные или копьевидные, с более узким концом к основанию, 50-110 мм в длину, 9-50 мм в ширину. Листья мягкие и гибкие, одинакового цвета на обеих поверхностях с заметной средней жилкой на нижней поверхности. Цветки расположены группами от четырех до двадцати пяти на концах ветвей или в пазухах листьев. Каждый цветок находится на конце волосистой цветоножки длиной 2,5-7 мм. Цветок состоит из четырёх гладких или слегка опушённых листочков околоцветника длиной 8-12,5 мм, сросшихся у основания, но с загнутыми назад кончиками. Центральный столбик окружён четырьмя зеленовато-жёлтыми пыльниками, которые также соединены у основания и с загнутыми назад кончиками, так что при взгляде с конца напоминают крест. Цветение происходит с октября по февраль. Плоды — гладкие зелёные костянки длиной 8,5-13,5 мм и шириной 5-7 мм.

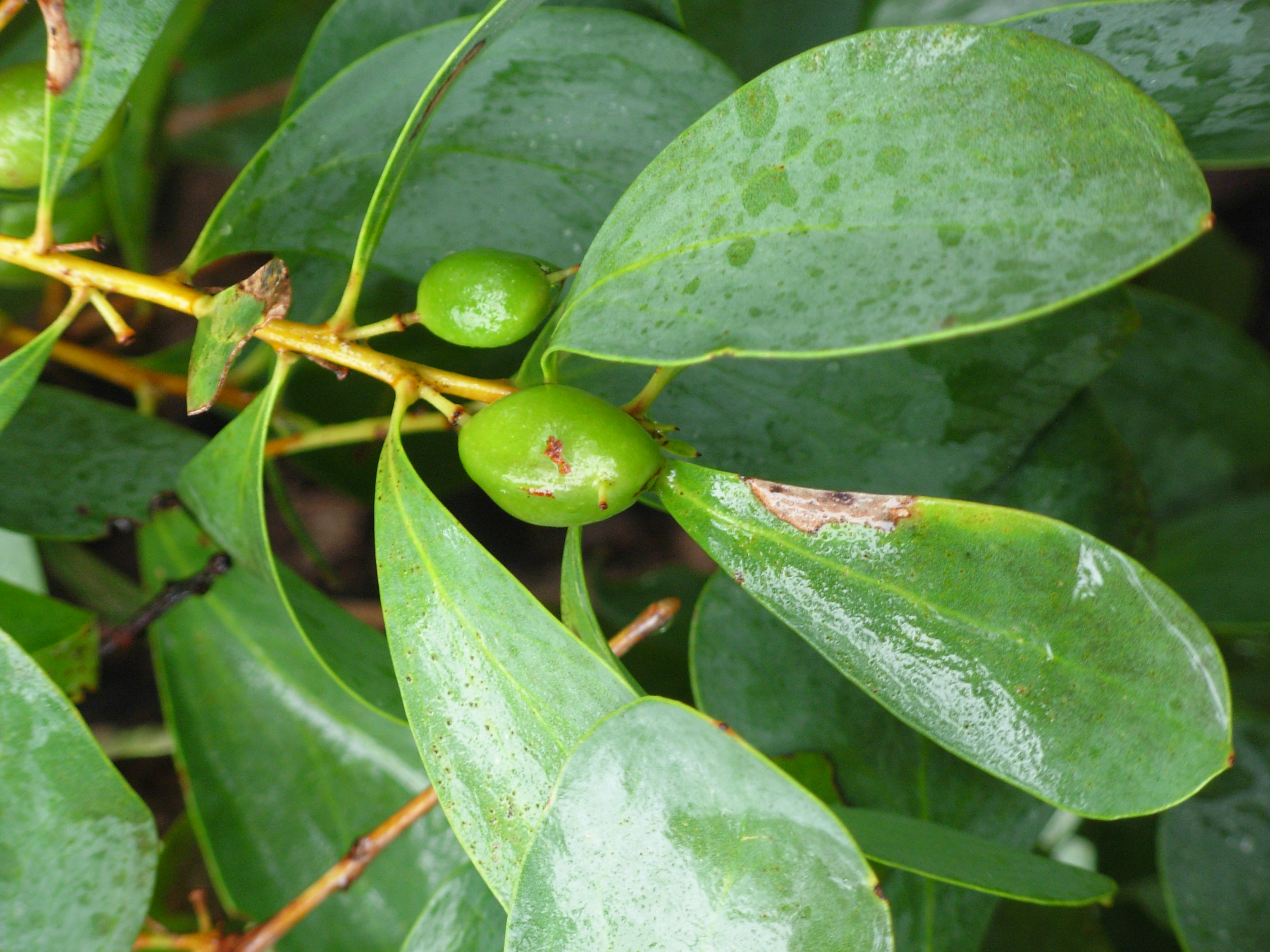
Листья и плоды
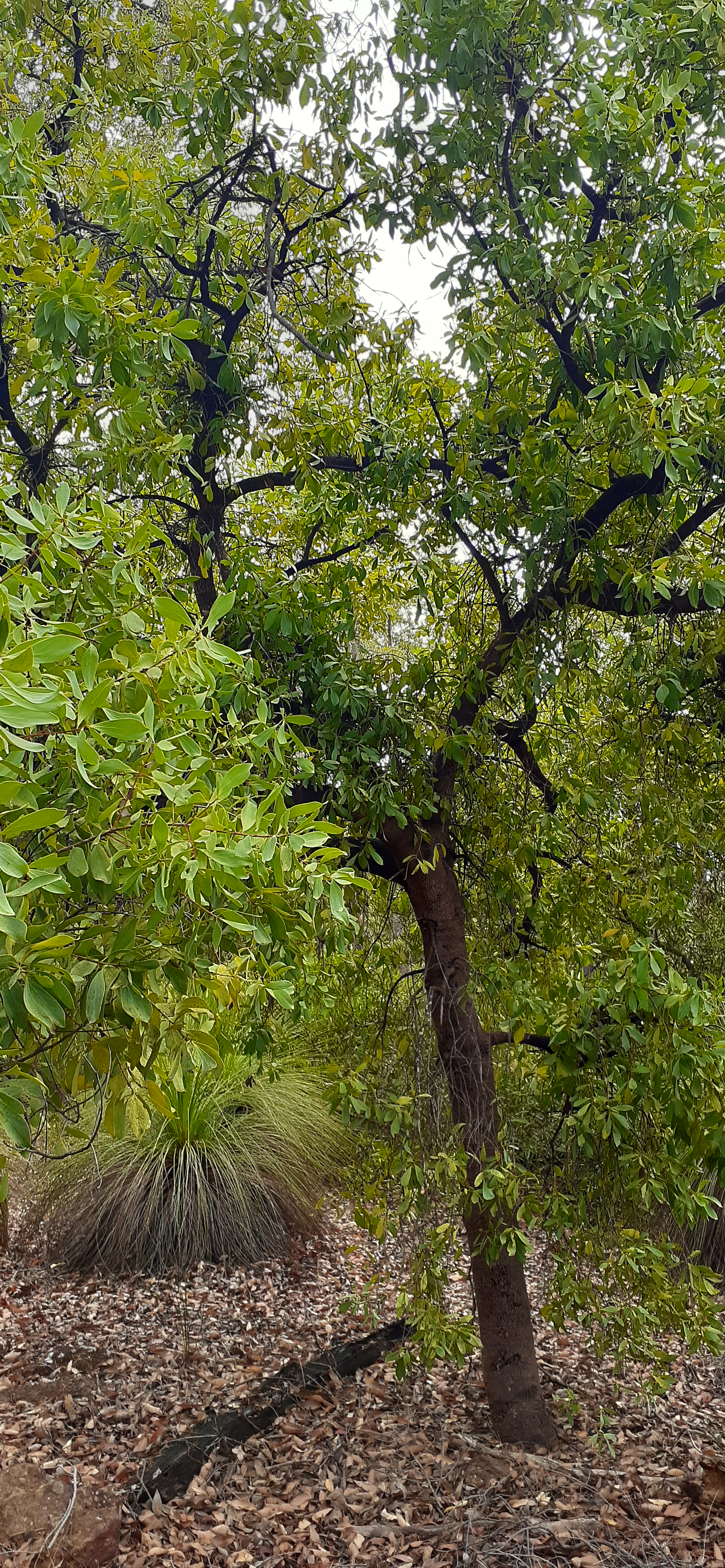
Общий вид

## Таксономия
Впервые вид был официально описан в 1810 году Робертом Брауном по образцу, собранному «на склоне скалистого холма недалеко от Земли Луина» (мыс Луин). Описание было опубликовано в Transactions of the Linnean Society of London.
Немецкий ботаник Отто Кунце предложил биномиальное название Linkia elliptica в 1891 году из первоначального описания рода Linkia Каваниллесом, но в конечном итоге это название было отклонено в пользу Persoonia.
Род был рассмотрен Питером Уэстоном для обработки флоры Австралии в 1995 году, и P. elliptica был помещен в группу Longifolia. Однако позже Уэстон поместил его в большую группу Lanceolata, группу из 54 близкородственных видов с похожими цветами, но очень разной листвой, на основании генетических данных.

## Распространение и местообитание
Persoonia elliptica — эндемик Западной Австралии. Растёт как подлесок в лесу с преобладанием эвкалипта Eucalyptus marginata или Corymbia calophylla. Часто встречается вместе с Persoonia longifolia, от которой P. elliptica отличается единственным стволом, большими листьями с узким основанием и плотной серой корой. Произрастает недалеко от побережья между Пертом и Албани в биогеографических регионах Эсперанс-Плейн, Джарра-Форест, прибрежной равнины Суэйн и Уоррен.

## Охранный статус
Вид классифицируется Департаментом парков и дикой природы правительства Западной Австралии как «не находящаяся под угрозой исчезновения».